# Ruperto Elichiribehety
Ruperto Elichiribehety – letnia stacja antarktyczna, należąca do Urugwaju, położona nad Zatoką Nadziei na Ziemi Grahama na Antarktydzie.

## Położenie i warunki
Stacja znajduje się na półwyspie Trinity na Ziemi Grahama, stanowiącej północną część Półwyspu Antarktycznego, nad Zatoką Nadziei. Sąsiaduje ona z dużo większą, całoroczną argentyńską stacją Base Esperanza. Została nazwana na cześć kapitana Ruperto Elichiribehety, który w 1916 roku dowodził pierwszym urugwajskim statkiem pływającym po wodach Antarktyki.

## Historia i działalność
Wielka Brytania założyła w 1945 roku na płw. Trinity bazę Station D – Hope Bay, z której korzystała do 1964 roku. W listopadzie 1948 pożar zniszczył pierwszy budynek stacji, Eagle House, wymuszając przerwę w brytyjskiej działalności; w lutym 1952 wzniesiono nowy budynek, Trinity House, istniejący do dziś. Ze Stacji D prowadzono rozpoznanie terenu, była ona także bazą do prac geologicznych, geofizycznych, glacjologicznych, meteorologicznych, a także do badań nad fizjologią ludzi i psów pociągowych w Antarktyce. Opuszczona stacja została oddana 8 grudnia 1997 Urugwajczykom, którzy dokonali niezbędnych napraw i już 22 grudnia tego roku zainaugurowali działalność stacji Ruperto Elichiribehety.